# Lemgo
Lemgo (pronunciación en alemán: /ˈlɛmɡo/ⓘ) es una ciudad universitaria del distrito de Lippe en Renania del Norte-Westfalia, Alemania, con una población de 42 000 habitantes. Fue fundada en el siglo XII por Bernardo II en la encrucijada de dos rutas de interés mercantil.
Lemgo era miembro de la Liga Hanseática, asociación mercantil medieval de ciudades libres de varios países del norte de Europa, tales como los Países Bajos, Alemania y Polonia.

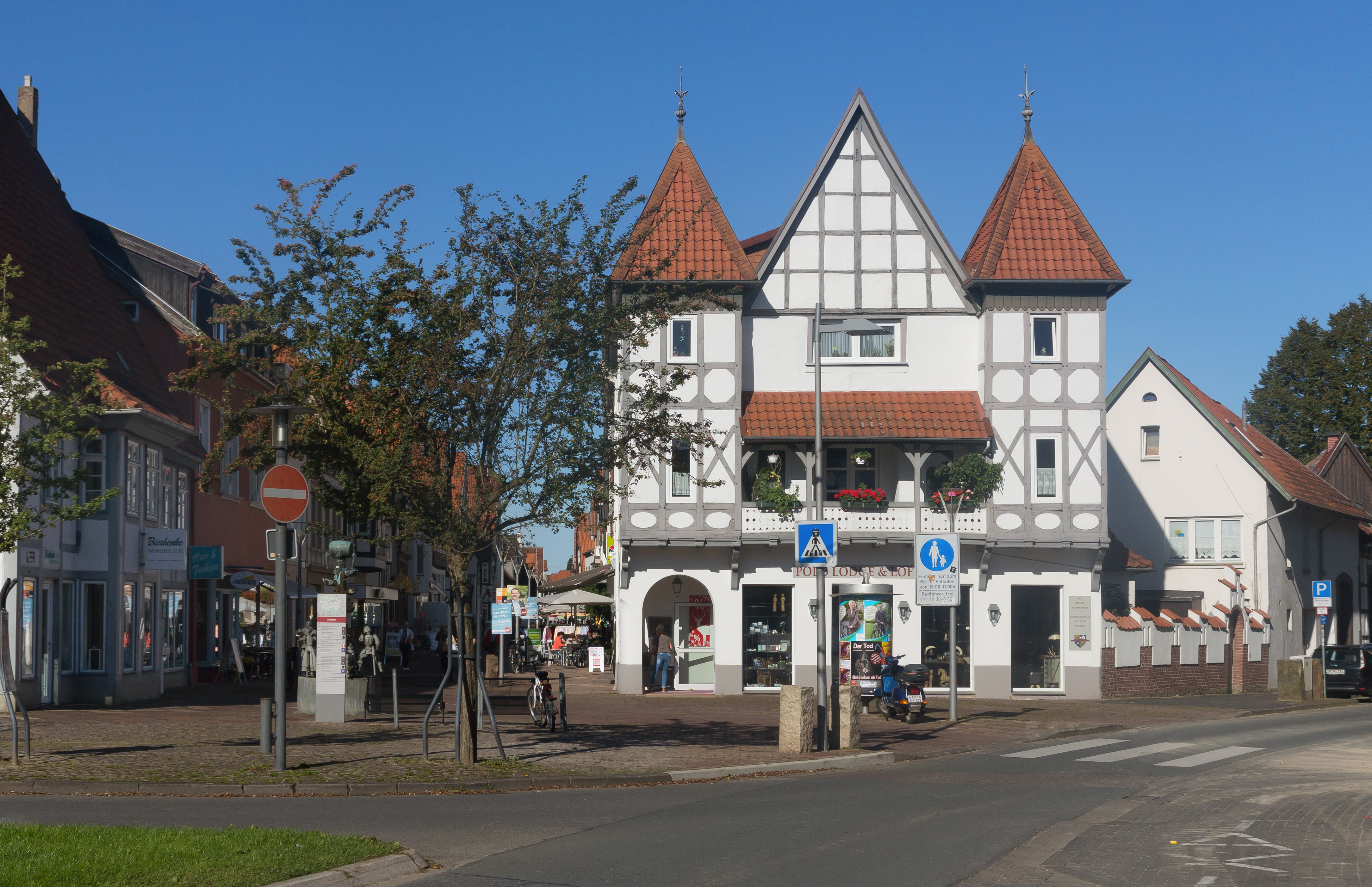
Lemgo, el edificio monumental en Mittelstrasse

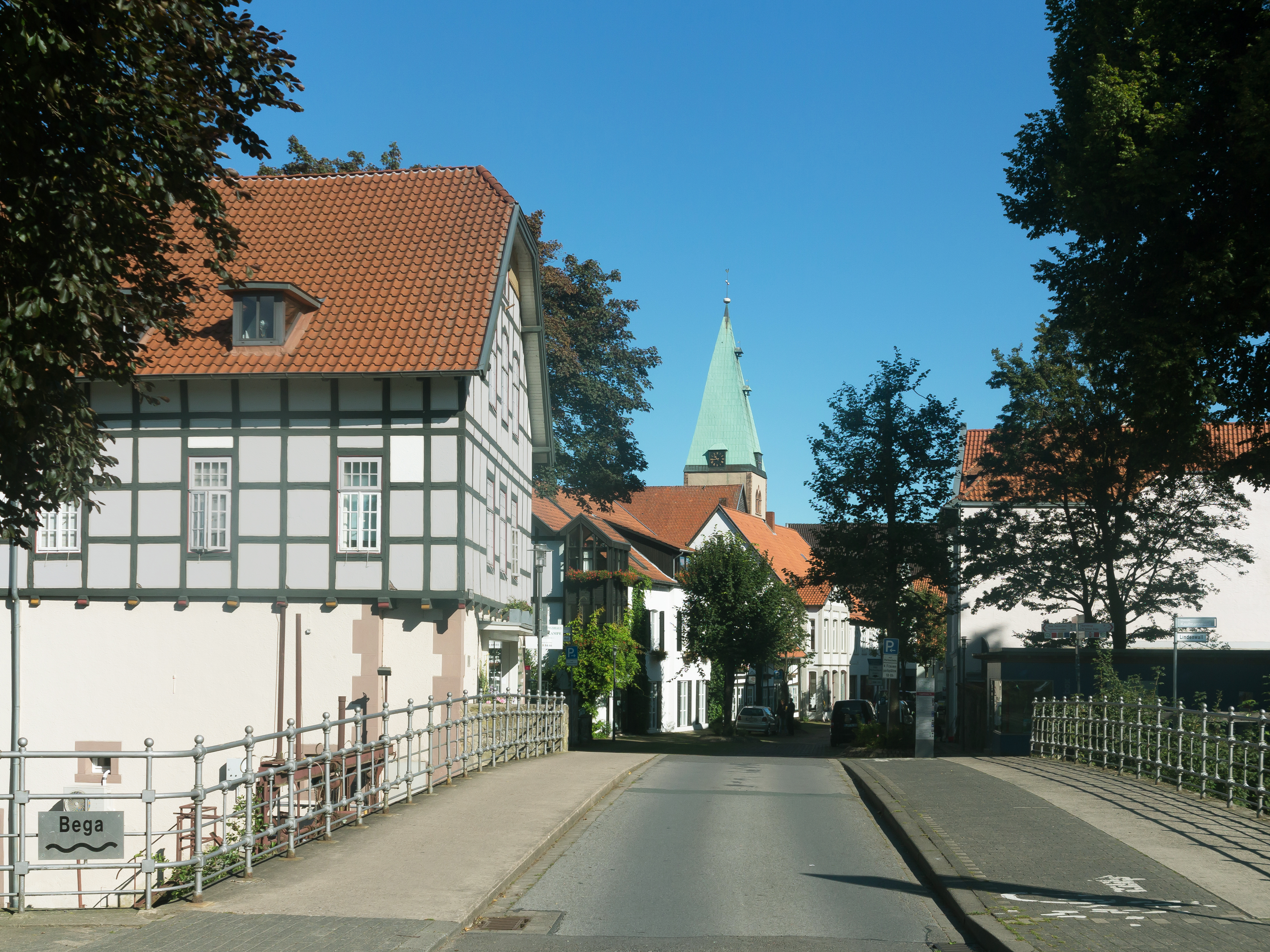
Wahmbeck, el torre de la iglesia en la calle